# Homalopsis semizonata
Espèce
Homalopsis semizonata est une espèce de serpents de la famille des Homalopsidae.

## Répartition
Cette espèce est endémique de Birmanie.

## Publication originale
- Blyth, 1855 : Report of the Curator; Zoological Department, for March meeting. Journal of the Asiatic Society of Bengal, vol. 24, p. 187-188 (texte intégral).